# The Vertical Earth Kilometer

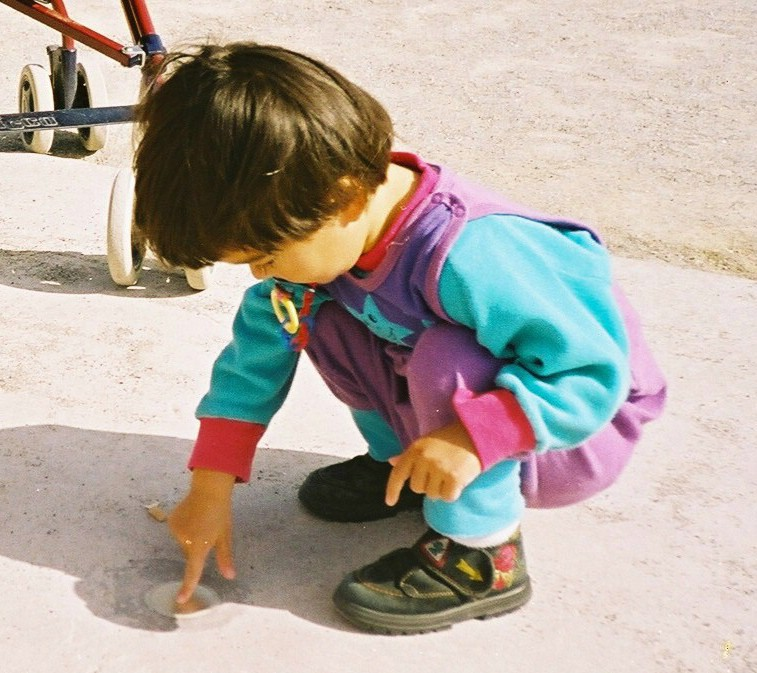
Toppen på installationen

The Vertical Earth Kilometer (tyska: Vertikaler Erdkilometer) är en installation, som skapades 1977 av Walter De Maria och som är permanent placerad i Kassel i Tyskland. Konstverket installerades 1977 för skulpturutställningen documenta 6 med stöd av amerikanska Dia Art Foundation.
Konstverket består av 18 ton tung stång av mässing med fem centimeters diameter och en kilometer lång, som är vertikalt nedsänkt i marken mitt på Friedrichsplatz utanför konsthallen Fridericianum. Tenen består av sex segment på 167 meter, omsorgsfullt hoplänkade. Den är nedsänkt genom sex distinkta geologiska lager. På marknivå syns endast den avslipade toppen av stången, innefattad i kvadratisk sandstensplatta på två x två meter.
Ett annat konstverk av Walter De Maria, The Broken Kilometer, som installerades i huset 393 West Broadway i SoHo på Manhattan i New York 1979, tar upp idén om en mässingsten med en kilometers längd. Stången i New York är dock uppdelad i 500 bitar på två meter, som har placerats ut i fem parallella rader liggande på golvytan.